# Fauverney
Fauverney är en kommun i departementet Côte-d'Or i regionen Bourgogne-Franche-Comté i östra Frankrike. Kommunen ligger i kantonen Genlis som tillhör arrondissementet Dijon. År 2022 hade Fauverney 620 invånare.

## Befolkningsutveckling
Antalet invånare i kommunen Fauverney
Referens:INSEE